# 新滩津站
新滩津站（：／ Sintanjin yeok */?）是京釜線沿線的一座鐵路車站，位于韩国大田广域市大德區石峰洞，有ITX-新村及無窮花號列車停靠。

## 車站結構
站體為2面4線的雙島式月台。

### 月台配置
| ↑ 芙江                               |
| ４３ \| ２１ \|                      |
| 西大田（湖南線） ↓／大田（京釜線） ↓ |

| 月台 | 路線   | 方向 | 車種              | 目的地                                                 |
| ---- | ------ | ---- | ----------------- | ------------------------------------------------------ |
| 1、2 | 京釜線 | 下行 | ITX-新村 無窮花號 | 大田、東大邱、釜山、晉州、馬山、龜浦方向               |
| 1、2 | 湖南線 | 下行 | ITX-新村 無窮花號 | 西大田、木浦、光州、麗水世博會、順天、益山方向         |
| 3、4 | 京釜線 | 上行 | ITX-新村 無窮花號 | 首爾、龍山、永登浦、安養、水原、平澤、天安、鳥致院方向 |

## 历史
- 1905年1月1日 - 落成使用。
- 1999年12月23日 - 新站舍竣工。

## 车站周边
- 新滩津高等学校
- 新滩津中学
- 新滩津初等学校
- 大田里門高等学校
- 新滩中央中学
- 大清中学
- 大田新滩初等学校
- 大田報勲醫院
- 大田铁路车辆办事处
- KT&G大田工厂

## 相鄰車站
韓國鐵道公社
京釜線
梅浦－新灘津－懷德